# Roman Koropeckyj
Roman Koropeckyj – amerykański historyk literatury, nauczyciel akademicki.

## Życiorys
W 1976 ukończył studia na Uniwersytecie Columbia w Nowym Jorku z komparatystyki literackiej. W 1990 obronił pracę doktorską na Uniwersytecie Harvarda. Od 1992 wkłada na Uniwersytecie Kalifornijskim w Los Angeles. Jest autorem artykułów i książek o literaturze polskiej, ukraińskiej i rosyjskiej, a także redaktorem polskiej, ukraińskiej i białoruskiej sekcji Encyklopedii Literatury on-line (Literary Encyclopedia).
Laureat wielu nagród i wyróżnień literackich, m.in.: Orbis Books Prize for Polish Studies, Polish Institute of Art and Sciences in America 2003 Waclaw Lednicki Humanities Award. Nagrodzony przez American Library Association za biografię Adama Mickiewicza. Za tę samą książkę został wyróżniony w 2008 nagrodą Prose Award.
Prowadzi kursy o różnorodnej tematyce – od wprowadzenia do kultury słowiańskiej, przez literaturę polską, aż do zajęć na temat zimnej wojny w Europie czy kursu poświęconego twórczości Gogola.

## Wybrane publikacje
- T. Ševčenko’s ‘Davydovi psalmy‘: A Romantic Psalter. “Slavic and East European Journal” 27 (1983): 228–44.
- Konstrukcje homoseksualizmu w Dzienniku Jana Lechonia (Próba innej lektury) [Constructions of homosexuality in Jan Lechoń’s Diary (An essay in alternative reading)]. “Teksty Drugie”, 1996, no. 4:154–68.
- Narrative and Social Drama in Adam Mickiewicz’s Pan Tadeusz. “Slavonic and East European Review” 76 (1998): 467–83.
- Wieloznaczność Robaka [The polysemous Robak]. W: Miniatura i mikrologia. Red. Aleksander Nawarecki. Katowice: Wydawnictwo Uniwersytetu Śląskiego, 2000, 119–34.
- Lechoń, Jan. In Who’s Who in Gay and Lesbian History. Vol. 1, From Antiquity to World War II. Red. Robert Aldrich and Garry Wotherspoon. “Routledge”, 2001.
- Orientalism in Adam Mickiewicz’s Crimean Sonnets. “Slavic and East European Journal” 45 (2001): 660–78.
- Marek Hłasko’s Letters from America: Living in Translation: Polish Writers in America. Red. Halina Stefan, 2003.
- Between Classicism and Romanticism: The Year 1820 in Polish Literature. In History of the Literary Cultures in East-Central Europe. Vol. 1, Junctures and Disjunctures in the 19th and 20th Centuries. Red. Marcel Cornis-Pope and John Neubauer, 2004.
- Adam Mickiewicz and the Shape of Polish Romanticism. In A Companion to European Romanticism. Red. Michael Ferber, 2005.
- Adam Mickiewicz: The Life of a Romantic, 2008.
- Saved by Translation: Stanisław Barańczak on the Practice of Translation. In Between Texts, Languages, and Cultures, A Festschrift for Michael Henry Heim. Red. Craig Cravens, Masako U. Fidler & Susan C. Kresin.
- Symbolizing (the Real) Mickiewicz.”East European Politics and Societies” 24 (2010): 399–407.
- Adam Mickiewicz as a Polish National Icon. In History of the Literary Cultures in East-Central Europe. Junctures and Disjunctures in the 19th and 20th Centuries. Vol. 4, Types and Stereotypes. Red. Marcel Cornis-Pope and John Neubauer, 2010.
- The Image of Bohdan Khmelnytsky in Polish Romanticism and Its Post-Romantic Reflex. In Stories of Khmalnytsky: Comepeting Literary Legacies of the 1648 Ukrainian Cossack Uprising, 2015.